# Biruté Galdikas

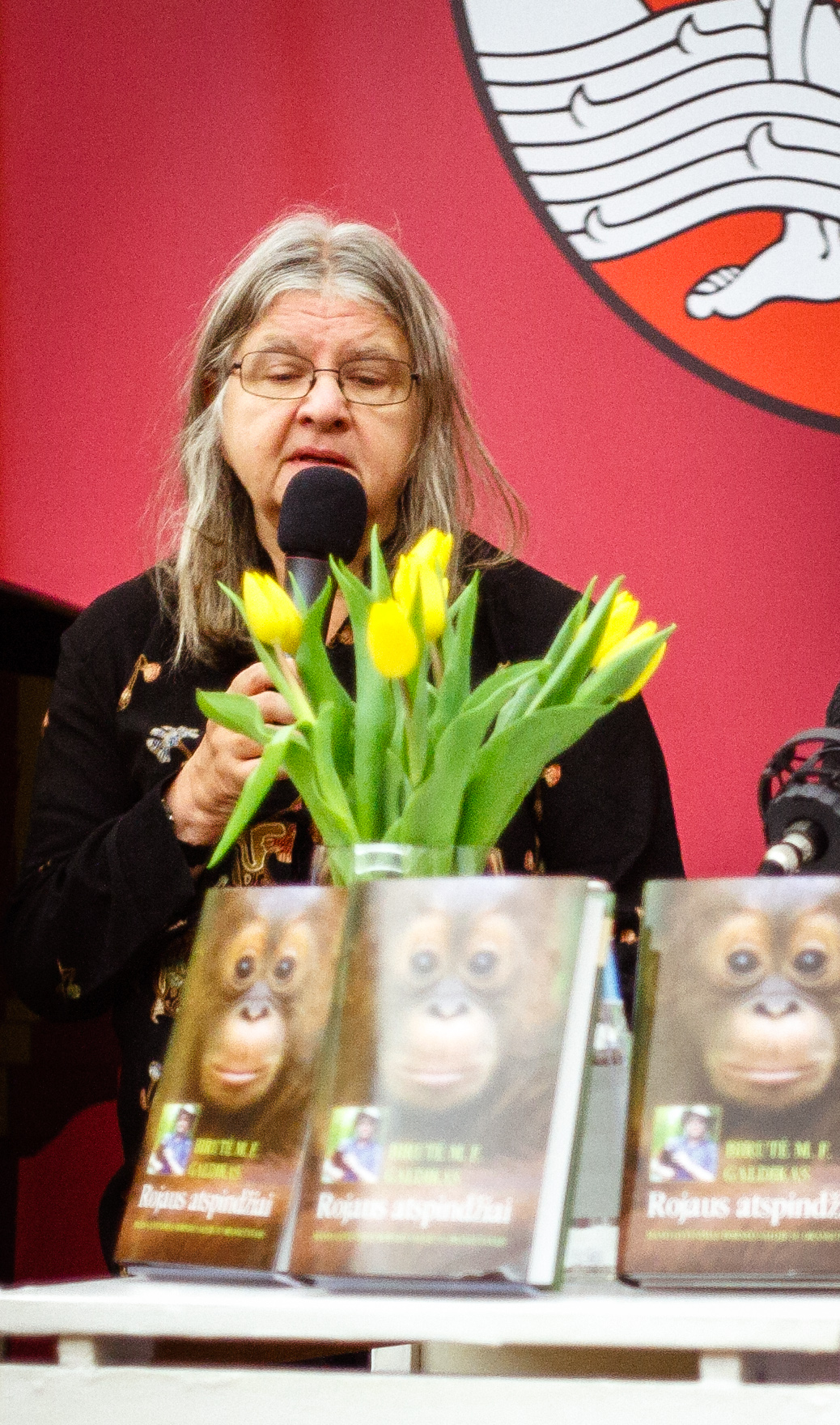
Birutė Galdikas

Birutė Marija (Mary) Filomena Galdikas (Wiesbaden, 10 mei 1946) is een Canadese primatologe, natuurbeschermster, en ethologe en schrijfster van diverse boeken over de met uitsterven bedreigde diersoort orang-oetan. Zij geldt als deskundige bij uitstek over deze primaat. Galdikas werd geboren in Duitsland als kind van Litouwse ouders. Later werd ze genaturaliseerd tot Canadese en groeide op in Toronto, Canada.
In 1986 heeft zij Orangutan Foundation International opgericht, een stichting die zich inzet voor het behoud van de orang-oetans en de studie ervan.
Birutė Galdikas wordt samen met Jane Goodall en Dian Fossey gerekend tot "Leakey's Angels". Dit zijn drie vrouwelijke onderzoekers die door Louis Leakey zijn opgeleid, en die ieder voor zich uit zouden groeien tot grote namen in de primatologie.

## Publicaties (o.a.)
- (en)  Reflections of Eden - my years with the orangutans of Borneo, uitg. Little, Brown, Boston (1995) ISBN 0-316-30181-7.
- (en)  Orang utan odyssey, uitg. Harry N. Abrams, Inc., New York (1999) ISBN 978-0-8109-3694-2.
- (en)  Great apes odyssey, uitg. Harry N. Abrams, Inc., New York (2005) ISBN 978-0-8109-5575-2.